# Hanwell (Novo Brunswick)
Hanwell é uma comunidade rural canadense no Condado de York, em Nova Brunswick.